# Асінум
Асінум — правитель стародавнього міста Ашшур, онук царя Шамші-Адада I.